# زانری
زانری (به فرانسوی: Xanrey) یک کمون در فرانسه است که در موزل واقع شده‌است.

## خصوصیات
زانری ۷٫۸۱ کیلومترمربع مساحت و ۱۲۶ نفر جمعیت دارد و ۲۲۰ متر بالاتر از سطح دریا واقع شده‌است.

## خواهرخوانده
شهر Voussac خواهرخواندهٔ زانری هست.